# Bloemweekschilden
Bloemweekschilden (Melyridae), ook wel basterdweekschilden of bastaardweekschilden genoemd, zijn een familie van kevers. Er zijn ongeveer 6000 soorten bekend, onderverdeeld in zo'n 300 geslachten. Er worden vier onderfamilies onderscheiden: Dasytinae Laporte de Castelnau, 1840; Malachiinae Fleming, 1821; Melyrinae Leach, 1815 en Rhadalinae LeConte, 1861.

## Uiterlijke kenmerken

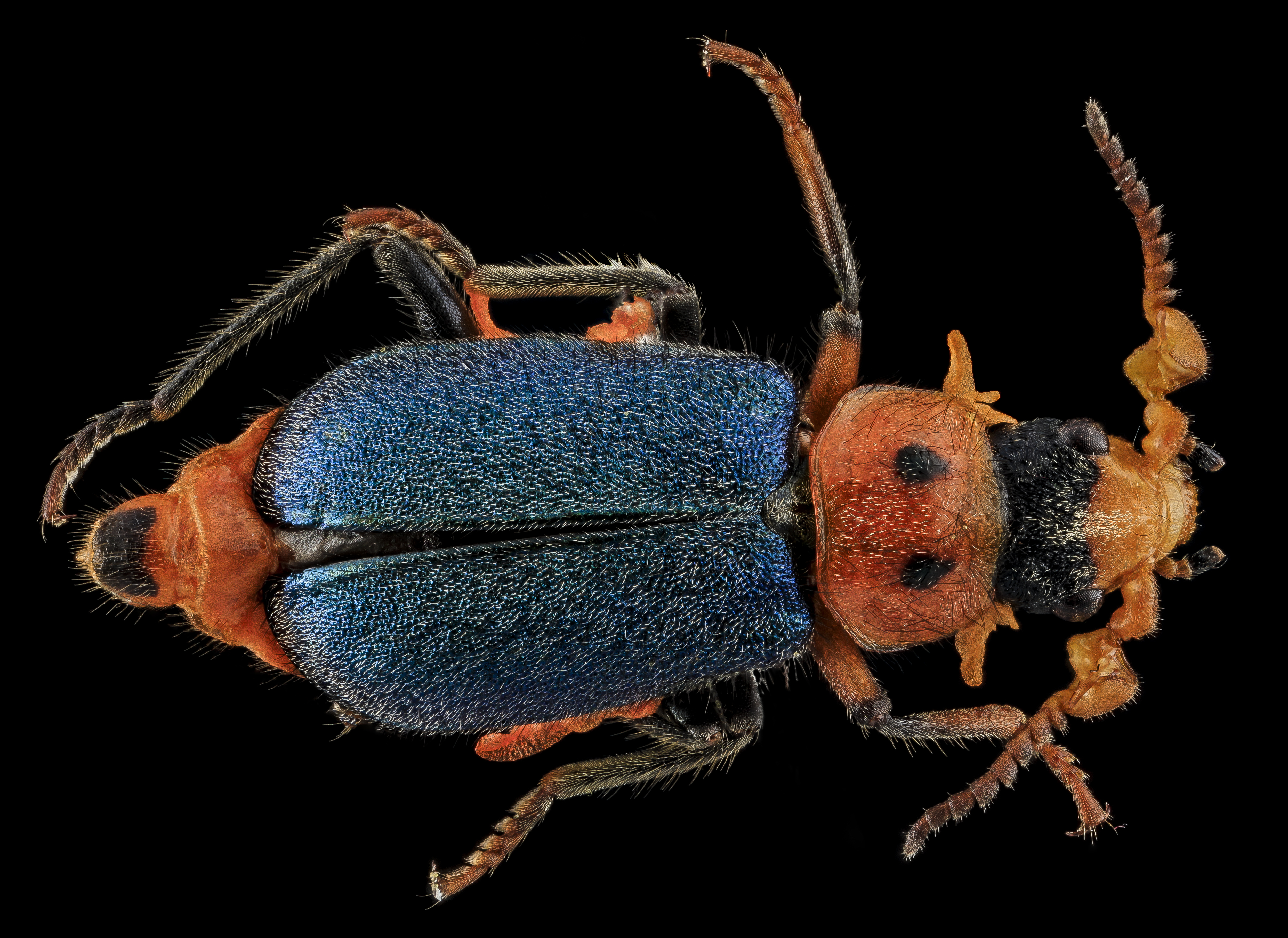
Collops bipunctatus heeft oranje delen als waarschuwingssignalen

De meeste bloemweekschilden hebben een ovaal en langwerpig gevormd lichaam. Het zijn relatief kleine kevers; de meeste soorten meten minder dan tien millimeter. Bloemweekschilden hebben een zacht exoskelet, dat vaak is bedekt met fijne haartjes. Veel soorten hebben twee of meer contrasterende kleuren, waaronder zwart, bruin, groen of rood. De dekschilden lopen meestal taps toe en zijn dan iets breder aan de achterzijde. Zowel het borstschild als de kop zijn relatief groot. De antennes zijn aan de voorzijde van de kop net boven de kaken geplaatst.
Enkele soorten van de onderfamilie Malachiinae bezitten beweegbare oranje delen aan weerszijden van hun achterlijf. Deze kunnen onder de dekschilden worden uitgevouwen om vijanden af te schrikken.

## Levenswijze
De volwassen kevers jagen op bloembezoekende insecten en voedt zich ook met stuifmeel. De larven leven in allerlei habitats, maar komen vooral voor op de bodem, tussen dode bladeren en onder schors. De meeste larven zijn roofzuchtige predatoren, maar een groot aantal voedt zich ook met dode dieren.

## Verspreiding
Bloemweekschilden hebben een kosmopolitische verspreiding. Ze kennen de grootste diversiteit in tropische regenwouden, maar komen ook veel in gematigde gebieden voor. In Nederland zijn 28 inheemse soorten bekend.

## In Nederland waargenomen soorten
- Genus: Anthocomus
  - Anthocomus equestris
  - Anthocomus fasciatus - (Dubbelgevlekte bastaardweekschildkever)
  - Anthocomus rufus
- Genus: Aplocnemus
  - Aplocnemus impressus
  - Aplocnemus nigricornis
- Genus: Astylus
  - Astylus atromaculatus
- Genus: Axinotarsus
  - Axinotarsus marginalis
  - Axinotarsus pulicarius
  - Axinotarsus ruficollis
- Genus: Cerapheles
  - Cerapheles terminatus
- Genus: Charopus
  - Charopus flavipes
  - Charopus pallipes
- Genus: Clanoptilus
  - Clanoptilus elegans
  - Clanoptilus marginellus
  - Clanoptilus strangulatus
- Genus: Cordylepherus
  - Cordylepherus viridis
- Genus: Danacea
  - Danacea nigritarsis
- Genus: Dasytes
  - Dasytes aeratus
  - Dasytes caeruleus
  - Dasytes niger
  - Dasytes plumbeus - (Loodkleurige bloemweekschildkever)
  - Dasytes virens
- Genus: Dolichosoma
  - Dolichosoma lineare - (Smalle duinbloemweekschildkever)
- Genus: Ebaeus
  - Ebaeus pedicularius
  - Ebaeus thoracicus
- Genus: Hypebaeus
  - Hypebaeus albifrons
- Genus: Malachius
  - Malachius aeneus - (Glanzende basterdweekschild)
  - Malachius bipustulatus - (Roodtipbasterdweekschild)
- Genus: Psilothrix
  - Psilothrix viridicoeruleus - (Duinbloemweekschildkever)
- Genus: Sphinginus
  - Sphinginus lobatus
- Genus: Trichoceble
  - Trichoceble floralis
- Genus: Troglops
  - Troglops cephalotes

## Afbeeldingen
Bloemweekschilden waarvan de soortnaam voorzien zijn van een asterisk (*) komen ook in Nederland voor.

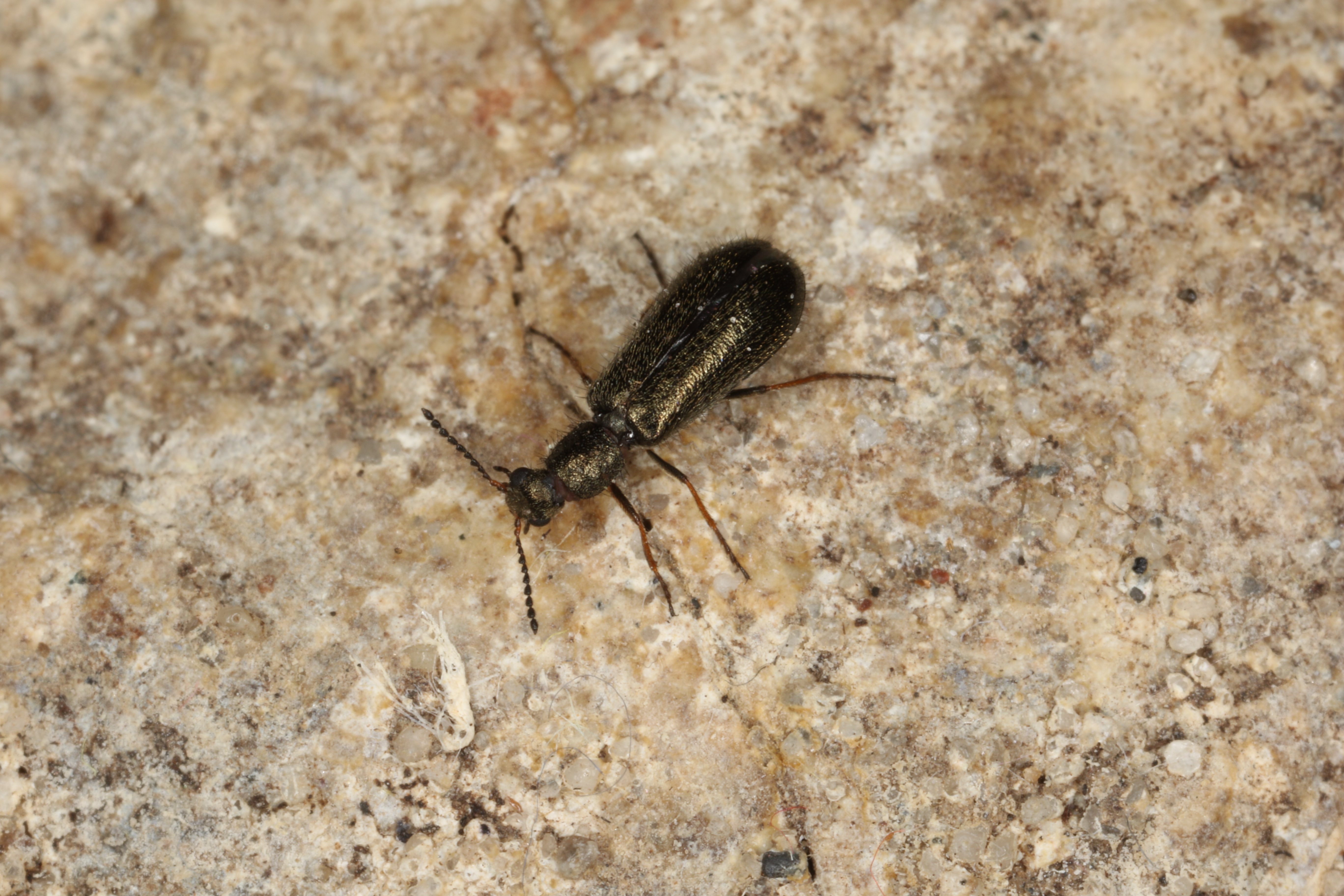
Loodkleurige bloemweekschildkever (Dasytes plumbeus)*, onderfamilie Dasytinae
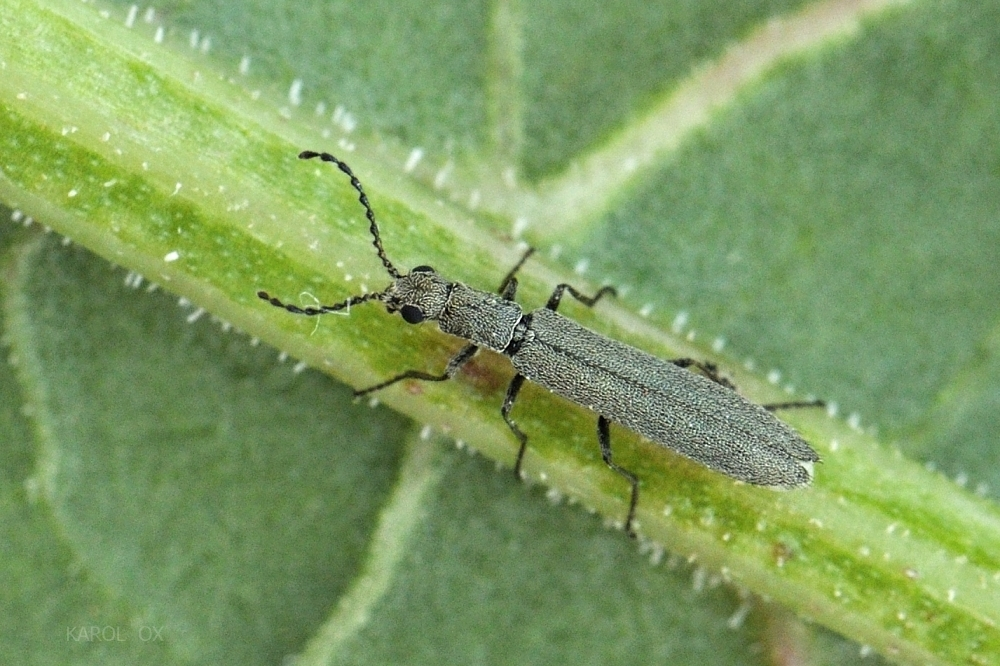
Smalle duinbloemweekschildkever (Dolichosoma lineare)*, onderfamilie Dasytinae
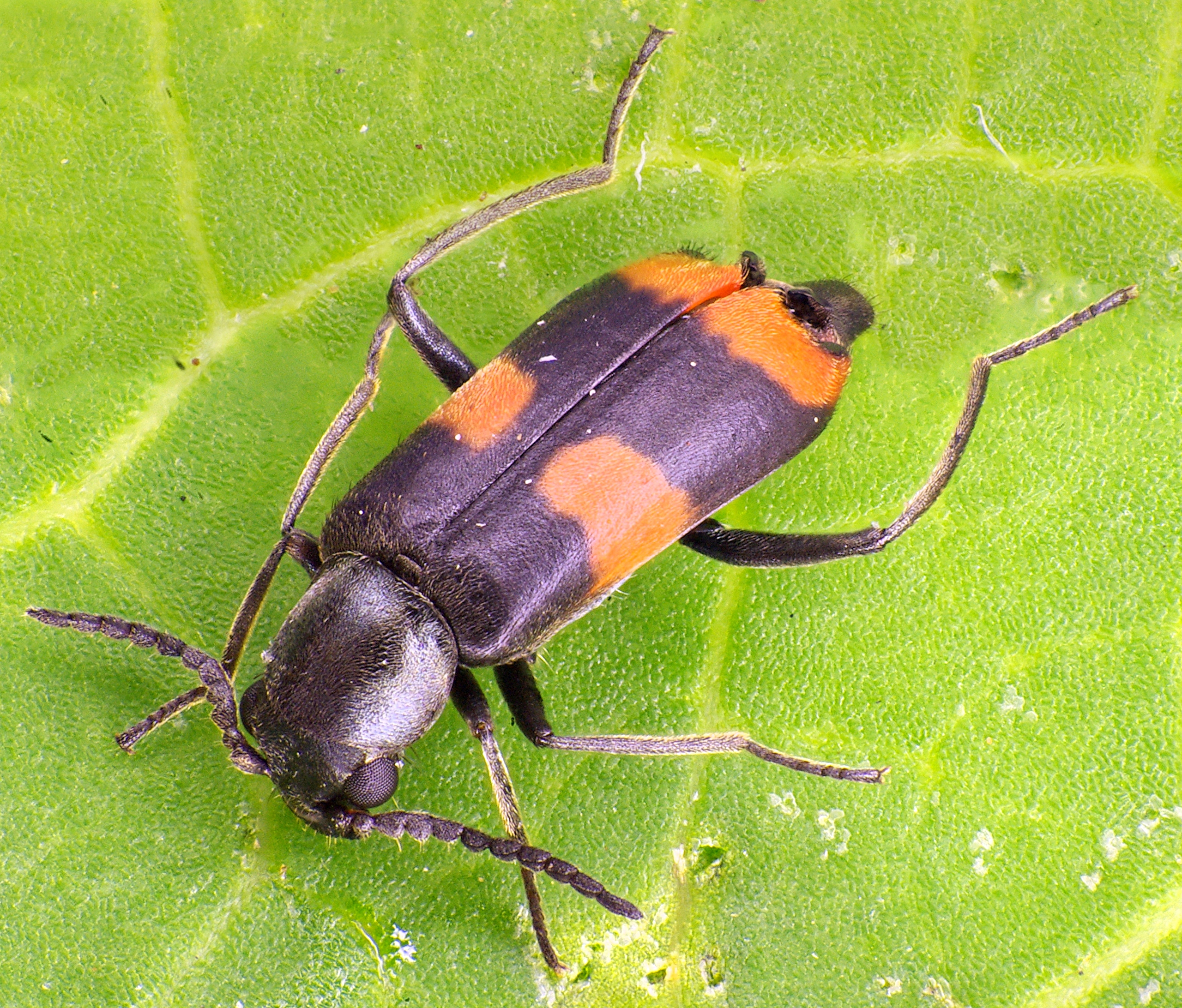
Dubbelgevlekte bastaardweekschildkever (Anthocomus fasciatus)*, onderfamilie Malachiinae
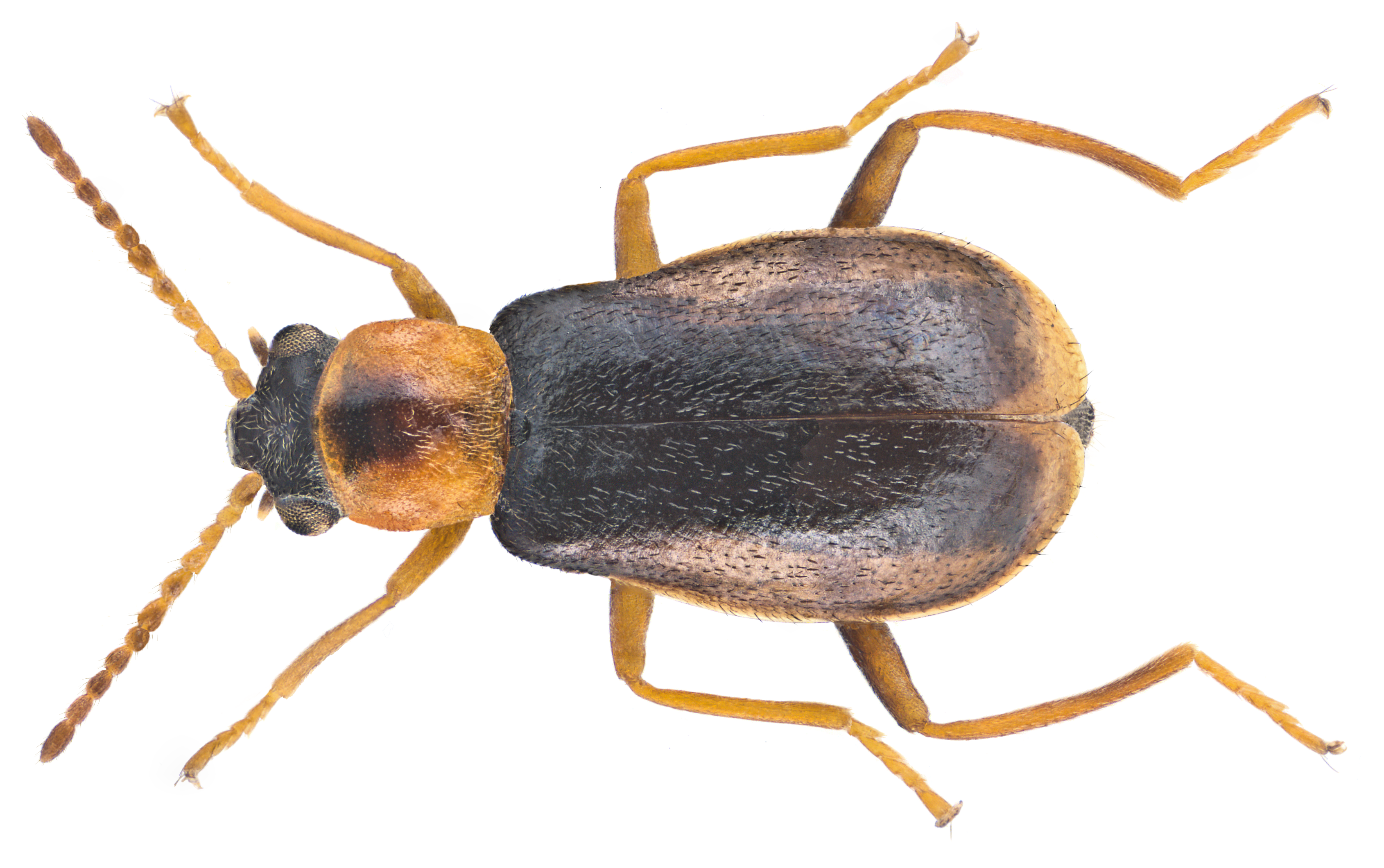
Attalus analis, onderfamilie Malachiinae
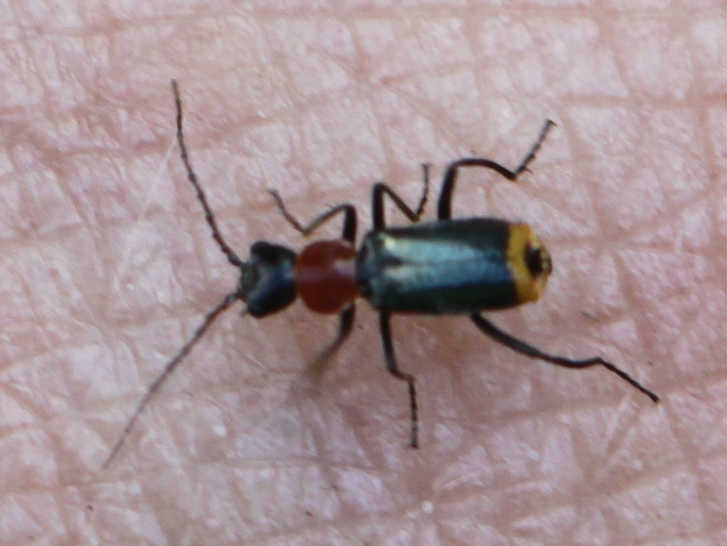
Axinotarsus ruficollis*, onderfamilie Malachiinae
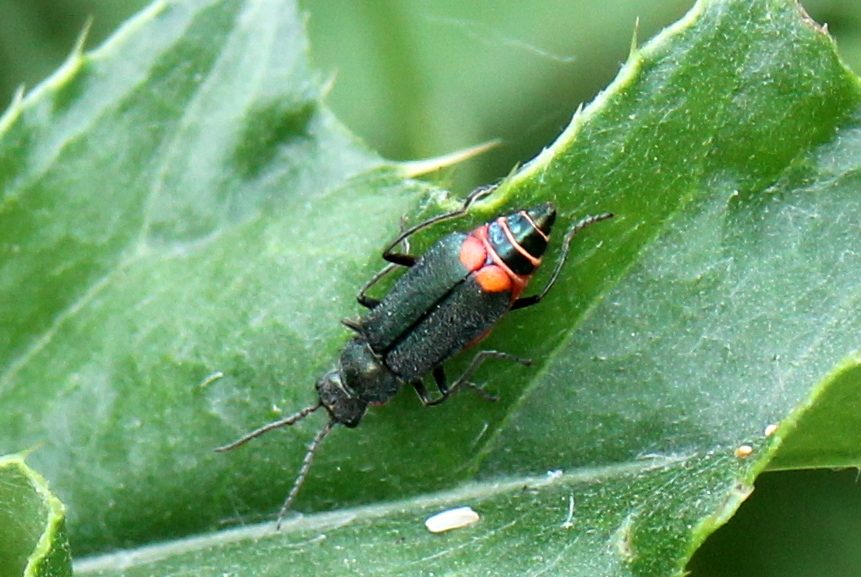
Roodvlekweekkever (Malachius bipustulatus)*, onderfamilie Malachiinae
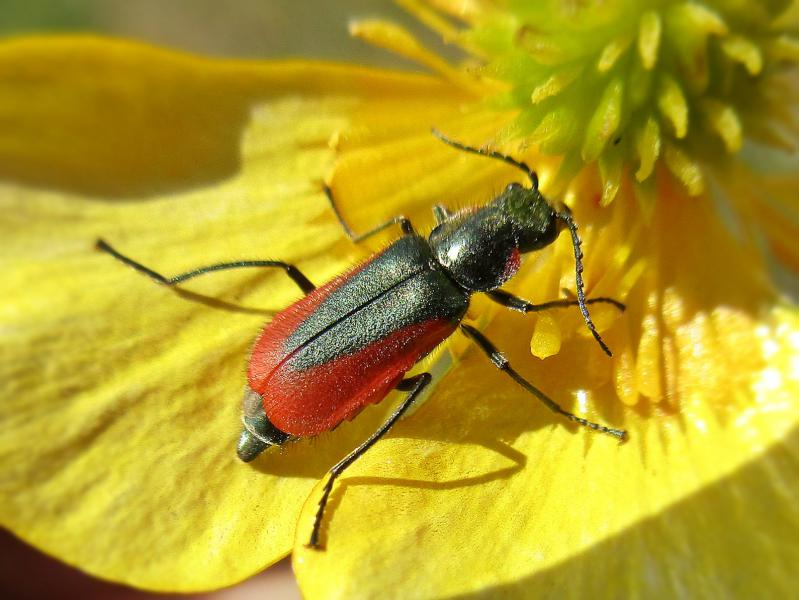
Glanzende bastaardweekschildkever (Malachius aeneus)*, onderfamilie Malachiinae
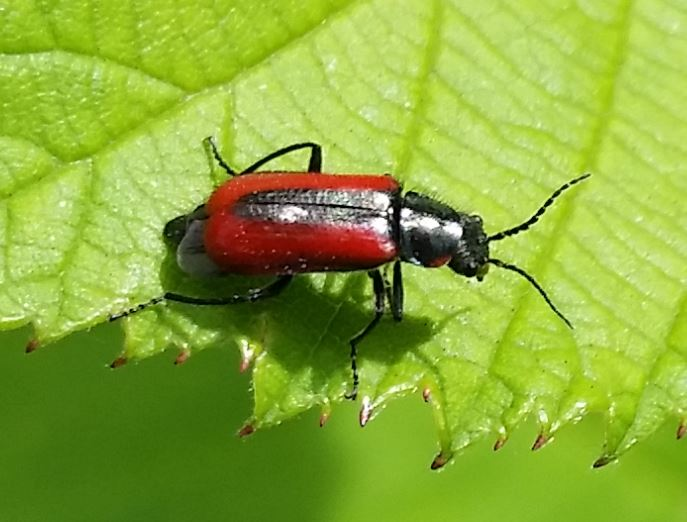
Malachius rubidus, onderfamilie Malachiinae
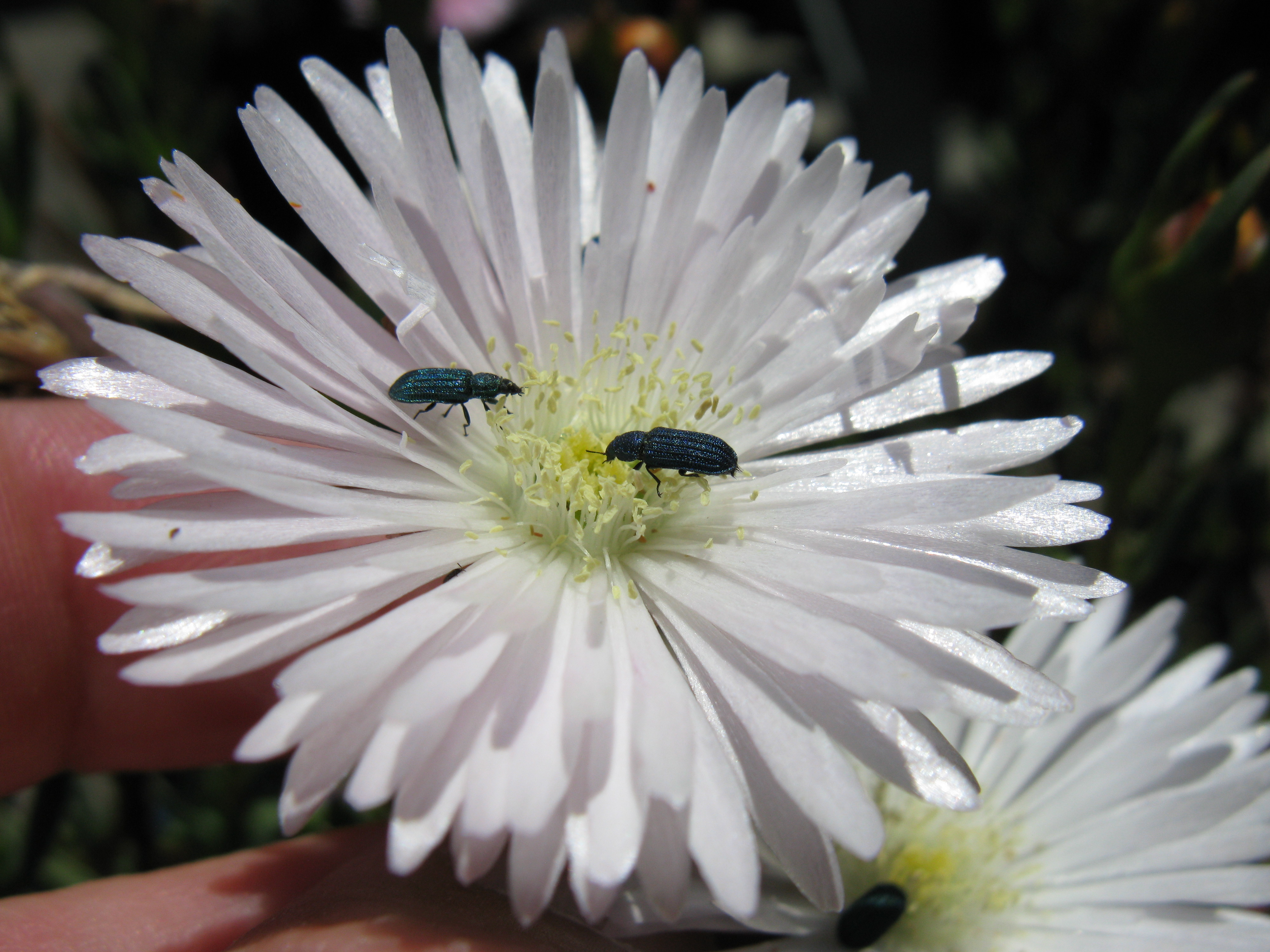
Melyris-soort, onderfamilie Melyrinae